# Dunia (film, 1946)
Pour le film de 2005, voir Dunia (film, 2005).
Pour plus de détails, voir Fiche technique et Distribution.
Dunia est un film égyptien réalisé par Mohammed Karim, sorti en 1946.

## Fiche technique
- Titre : Dunia
- Réalisation : Mohammed Karim
- Scénario : Mohammed Karim
- Photographie : M. Abdelazim
- Société de production : Nahas Films
- Pays :  Égypte
- Genre : Drame
- Dates de sortie : 
  -  France : septembre 1946 (Festival de Cannes)

## Distribution
- Dawlat Abiad
- Faten Hamama
- Raqyah Ibrahim
- Suleiman Naguib
- Ahmed Salem

## Distinctions
Le film a été présenté en sélection officielle en compétition au Festival de Cannes 1946.